# Ashes (musikalbum)
Ashes är det norska gothic metal-bandet Tristanias fjärde studioalbum, utgivet 2005 av skivbolaget  Steamhammer. Albumet introducerar en ny musikstil för Tristania. Kören är borta och musiken är tuffare med mörkare texter.

## Låtförteckning
1. "Libre" – 4:30
2. "Equilibrium" – 5:49
3. "The Wretched" – 7:00
4. "Cure" – 5:59
5. "Circus" – 5:09
6. "Shadowman" – 6:31
7. "Endogenisis" – 7:35
8. "Bird" – 5:09

- Text: 	Tristania (spår 1, 3, 5, 7, 8), Kjartan Hermansen (spår 1, 3, 5)
- Musik: Tristania

## Medverkande
Musiker (Tristania-medlemmar)
- Anders Høyvik Hidle – sång, gitarr
- Kjetil Ingebrethsen – sång
- Østen Bergøy – sång
- Kenneth Olsson – trummor
- Einar Moen – keyboard, programmering, sång
- Vibeke Stene – sång, körsång
- Rune Østerhus – basgitarr

Bidragande musiker
- Hans Josef Groh – cello

Produktion
- Børge Finstad – producent, ljudtekniker, ljudmix
- Tristania – producent
- Drajevolitch – ljudtekniker, ljudmix
- Christian Ruud – omslagsdesign, foto
- Ralf Strathmann – foto